# Wydział Filozofii i Socjologii Uniwersytetu Marii Curie-Skłodowskiej
Wydział Filozofii i Socjologii Uniwersytetu Marii Curie-Skłodowskiej – jeden z trzynastu wydziałów Uniwersytetu Marii Curie-Skłodowskiej w Lublinie. 

## Historia
Wydział powstał w 1990 roku, wskutek przekształcenia z istniejącego od 1973 roku Międzyuczelnianego Instytutu Filozofii i Socjologii.

## Kierunki kształcenia
Dostępne kierunki:
- Europeistyka (studia I stopnia)
- Filozofia (studia I i II stopnia)
- Kognitywistyka (studia I i II stopnia)
- Kreatywność i projektowanie społeczne (studia II stopnia)
- Kreatywność społeczna (studia I stopnia)
- Migracje i mobilność (studia II stopnia)
- Socjologia (studia I i II stopnia)
- Socjologia cyfrowa (studia I stopnia)
- Zarządzanie w politykach publicznych (studia I stopnia)

## Poczet dziekanów
1. dr hab. Stanisław Kosiński (1990)
2. prof. dr hab. Jacek Paśniczek (1990–1995)
3. prof. dr hab. Stanisław Jedynak (1995–1996)
4. prof. dr hab. Zdzisław Czarnecki (1996–2002)
5. prof. dr hab. Jacek Paśniczek (2002–2008)
6. prof. dr hab. Teresa Pękala (2008–2016)
7. dr hab. Andrzej Ostrowski (2016–2019)
8. dr hab. Leszek Kopciuch prof. UMCS (od 2019)

## Władze Wydziału
W kadencji 2019–2024:
| Stanowisko                 | Imię i nazwisko                    |
| -------------------------- | ---------------------------------- |
| Dziekan                    | dr hab. Leszek Kopciuch prof. UMCS |
| Prodziekan ds. studenckich | dr hab. Urszula Kusio prof. UMCS   |

## Struktura organizacyjna

### Instytut Filozofii
Dyrektor: dr hab. Piotr Konderak prof. UMCS
Katedra Estetyki i Filozofii KulturyKatedra Etyki
- Katedra Historii Filozofii i Historii Porównawczej
- Katedra Logiki i Kognitywistyki
- Katedra Ontologii i Epistemologii
- Laboratorium Badań nad Multimodalnością

### Instytut Socjologii
Dyrektor: dr hab. Stanisław Lachowski prof. UMCS
- Katedra Socjologii Gospodarki i Metod Badań Społecznych
- Katedra Badań nad Kulturą i Komunikacją
- Katedra Społecznych Problemów Zdrowotności
- Katedra Socjologii Zmiany Społecznej